# Micrurus camilae
Micrurus camilae är en ormart som beskrevs av Renjifo och Lundberg 2003. Micrurus camilae ingår i släktet korallormar, och familjen giftsnokar. Inga underarter finns listade i Catalogue of Life.
Arten är bara känd från en mindre region i Colombias lågland.